# Vishwa Mohan Bhatt
Vishwa Mohan Bhatt (Jaipur, 27 luglio 1951) è un musicista indiano.

## Discografia parziale
- 1992 - Guitar A La Hindustan
- 1992 - Saradamani
- 1993 - Gathering Rain Clouds
- 1993 - A Meeting by the River (con Ry Cooder)
- 1995 - Bourbon & Rosewater (con Jerry Douglas & Edgar Meyer)
- 1995 - Mumtaz Mahal (con Taj Mahal & N. Ravikiran)
- 1996 - Saltanah (con Simon Shaheen)
- 1996 - Tabula Rasā (con Béla Fleck & Jie-Bing Chen)
- 1996 - Sounds of Strings
- 2008 - Mohan's Veena
- 2010 - Desert Slide
- 2010 - Mohan's Veena II
- 2011 - Groove Caravan
- 2012- "Morning Mist", Bihaan Music, Kolkatta, India
- 2014 - OMKARA - The Sound of Divine Love (with Rupam Sarmah)[2]
- 2015-"Vishwa Ranjini"-Bihaan Music, Kolkatta, India

## Premi e riconoscimenti
- 1993 - Grammy Award miglior album di world music
- 1998 - Sangeet Natak Akademi Award
- 2002 - Padma Shri